# Caroline Fletcher
Caroline Fletcher, później Metten (ur. 22 listopada 1906 w Denver, zm. 3 kwietnia 1998) – amerykańska skoczkini do wody, medalistka igrzysk olimpijskich w 1924.

## Kariera sportowa
Zdobyła brązowy medal skokach z trampoliny na igrzyskach olimpijskich w 1924 w Paryżu, przegrywając jedynie ze swymi koleżankami z reprezentacji Stanów Zjednoczonych Betty Becker i Aileen Riggin.
Była mistrzynią Stanów Zjednoczonych w skokach do wody z trampoliny w 1924.